# Потапенко Олександр Олександрович
Олекса́́ндр Олекса́ндрович Пота́пенко (3 квітня 1970 — 1 грудня 2014) — молодший сержант Збройних сил України, учасник російсько-української війни.

## З життєпису
Закінчив середню школу, проходив строкову військову службу в лавах ЗС СРСР.
З 1 серпня 2014 року — доброволець, вогнеметник, 128-ма окрема гірсько-піхотна бригада.
Під час лікування у Львівському військовому шпиталі 1 грудня 2014-го помер від бойових поранень.
Без Олександра лишились дружина, двоє дочок.
Похований в Драбові 5 грудня.

## Нагороди
За особисту мужність і героїзм, виявлені у захисті державного суверенітету та територіальної цілісності України, вірність військовій присязі під час російсько-української війни, відзначений — нагороджений
- орденом «За мужність» III ступеня (посмертно)